# Агенор
Агено́р (др.-греч. Ἀγήνωρ) — персонаж древнегреческой мифологии, царь Тира и/или Сидона. Сын Посейдона и Ливии, брат-близнец Бела, отец Европы. Когда его дочь похитил Зевс, Агенор разослал своих сыновей на поиски по всему Восточному Средиземноморью. Его считали предком царей Фив и Крита.

## В мифологии
Матерью Агенора античные авторы называют нимфу Ливию, дочь царя Египта Эпафа — сына Зевса от Ио; таким образом, Агенор происходил от первых царей Аргоса. Ливия забеременела от морского бога Посейдона и родила двух близнецов — Агенора и Бела. Первый из них стал царём Сидона и/или Тира, а второй царствовал в Египте. По альтернативным версиям Агенор был сыном Бела или сыном Ио. Его дворец в Тире упоминает Нонн Панополитанский. Иногда античные авторы именуют Агенора царем Фракии, так как в этой стране правил один из его сыновей.
Согласно Псевдо-Аполлодору, Агенор был женат на Телефассе, которая родила ему сыновей Кадма, Феникса и Килика, а также дочь Европу. Некоторые источники добавляют к этому перечню ещё двух сыновей, Финея и Фасоса. Псевдо-Гигин называет женой Агенора Аргиопу, автор схолиев к трагедиям Еврипида — дочь Бела Антиопу. Ферекид пишет, что дочь Бела Дамно родила Агенору Феникса, Исаю (жену своего кузена Эгипта) и Мелию (жену Даная), а позже Агенор женился на Аргиопе, дочери речного бога Нила, которая стала матерью Кадма. Согласно Иоанну Антиохийскому, царь Тира женился на Тиро и стал отцом Кадма, Килика, Феникса, Европы и Сира. Псевдо-Гигин называет Агенора братом Кефея и женихом собственной племянницы Андромеды. 
Когда Зевс в образе быка похитил Европу, Агенор разослал сыновей на её поиски и запретил им возвращаться без сестры. Европа так и не была найдена; в результате Агенориды рассеялись по всему Восточному Средиземноморью. Кадм стал основателем Фив, сын Европы Минос — царём Крита, Финей — царём Фракии, Килик и Феникс — эпонимами Киликии и Финикии соответственно, Фасос — эпонимом острова в северной части Эгейского моря.

## Память
Вергилий называет колонию Тира Карфаген «городом Агенора». К этому герою возводили генеалогию легендарной основательницы Карфагена Дидоны.
Учёные видят в мифе об Агеноре рассказ о древних связях островной и материковой Эллады с Финикией. Ещё в XIX веке была выдвинута гипотеза о том, что имя Агенор имеет семитское происхождение, общее со словом Ханаан. Это имя носит ещё целый ряд мифологических персонажей, легенды о которых были локализованы в Аркадии, Аргосе, Ахайе, Этолии; по одному из мнений, изначально речь шла об одном герое пелопоннесского происхождения, который позже оказался связан с разными регионами Эллады и с Восточным Средиземноморьем.